# Ли Гён Ён
Ли Гён Ён (кор. 이경연; род. 4 декабря 1966, Понхва) — южнокорейский боксёр, представитель минимальной и наилегчайшей весовых категорий. Выступал на профессиональном уровне в период 1985—1993 годов, владел титулом чемпиона мира по версии IBF, дважды был претендентом на титул чемпиона мира по версии WBC.

## Биография
Ли Гён Ён родился 4 декабря 1966 года в уезде Понхва провинции Кёнсан-Пукто, Южная Корея.
Дебютировал в боксе на профессиональном уровне в декабре 1985 года против Ëнг Джэ Юнга (0-0-1), отправив  его  в нокаут в третьем раунде. Через день провёл бой против дебютанта Джэ Хак Джуна. 8 декабря выиграл ещё одного дебютанта Юнг Хо Кана. 10 декабря третьего дебютанта Хы Чонг Хо, выиграл раздельным решением. Долгое время не знал поражений, однако выступал исключительно на домашних рингах, и уровень его оппозиции был не очень высоким.
Имея в послужном списке десять побед без единого поражения, в 1987 году Ли удостоился права оспорить введённый титул чемпиона мира в минимальной весовой категории по версии Международной боксёрской федерации (IBF). Он нокаутировал другого претендента Масахару Каваками и забрал чемпионский пояс себе. Кроме того, в этом бою он стал первым в истории линейным чемпионом в минимальном весе.
Ли не стал защищать свой пояс чемпиона и в декабре был лишён его. Вместо этого в январе 1988 года он отправился в Японию и встретился с непобеждённым японским боксёром Хироки Иокой (9-0), действующим чемпионом мира в минимальном весе по версии Всемирного боксёрского совета (WBC). Тем не менее, проиграл ему техническим нокаутом в двенадцатом раунде, потерпев тем самым первое поражение в профессиональной карьере.
Несмотря на проигрыш Ли Гён Ён продолжил активно выходить на ринг и в дальнейшем сделал серию из девяти побед подряд. В декабре 1991 года он вновь предпринял попытку заполучить титул чемпиона WBC в минимальном весе, но единогласным решением судей уступил непобеждённому действующему чемпиону из Мексики Рикардо Лопесу (28-0).
В 1993 году поднялся в наилегчайшую весовую категорию и встретился с чемпионом мира по версии IBF тайцем Пичитом Ситбанпрачаном (16-0). Проиграл ему техническим нокаутом в первом же раунде и на этом поражении принял решение завершить карьеру профессионального спортсмена. В общей сложности провёл на профи-ринге 23 боя, из них 20 выиграл (в том числе 8 досрочно) и 3 проиграл.